# Seleção Francesa de Voleibol Feminino

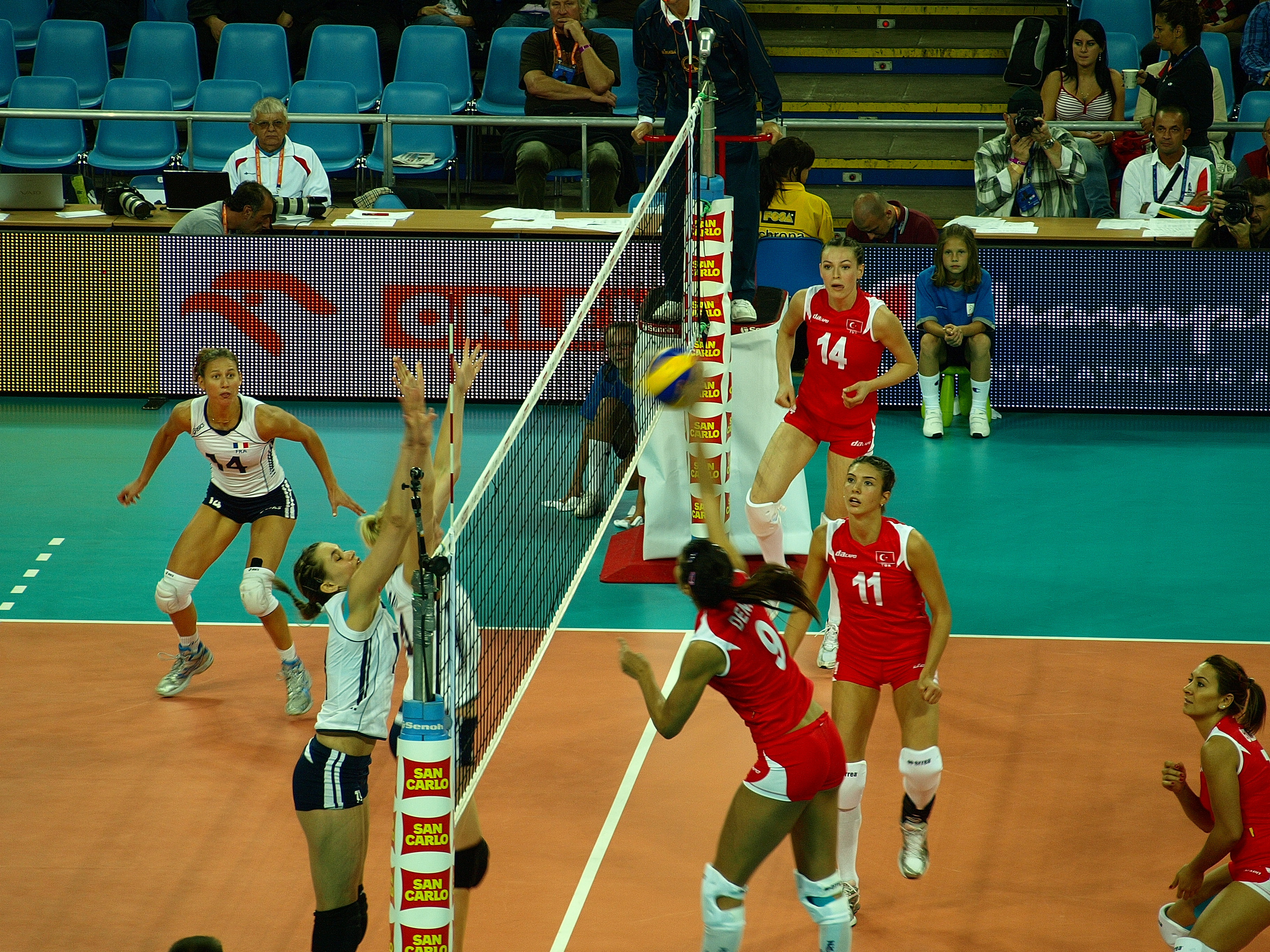
Partida do Campeonato Europeu de Voleibol Feminino de 2009 entre Turquia e França na Hala Stulecia em Wrocław, Polônia

A seleção francesa de voleibol feminino é uma equipe europeia composta pelas melhores jogadoras de voleibol da França. A equipe é mantida pela Federação Francesa de Voleibol (Fédération Française de Volley-ball). Encontra-se na 54ª posição do ranking mundial da FIVB, segundo dados de 6 de outubro de 2015.

## Histórico de resultados

### Challenger Cup
| Ano  | Sede  | Classificação |
| ---- | ----- | ------------- |
| 2022 | Zadar | 2°            |
| 2023 | Laval | 1°            |

### Campeonato Mundial
| Ano  | Sede            | Classificação |
| ---- | --------------- | ------------- |
| 1952 | União Soviética | 7°            |
| 1956 | França          | 12°           |
| 1994 | México          | 20°           |

### Campeonato Europeu
| Ano  | Sede                                    | Classificação |
| ---- | --------------------------------------- | ------------- |
| 1991 | Itália                                  | 9°            |
| 2001 | Bulgária                                | 8°            |
| 2007 | Bélgica / Países Baixos                 | 8°            |
| 2009 | Polónia                                 | 14°           |
| 2011 | Itália / Sérvia                         | 11°           |
| 2013 | Alemanha / Suíça                        | 11°           |
| 2019 | Eslovênia / Hungria / Polónia / Turquia | 21°           |
| 2021 | Bulgária / Croácia / Roménia / Sérvia   | 7°            |
| 2023 | Alemanha / Bélgica / Estónia / Itália   | 6º            |

### Grand Prix
| Ano  | Sede    | Classificação |
| ---- | ------- | ------------- |
| 2017 | Nanquim | 27°           |

### Jogos Olímpicos
| Ano  | Sede  | Classificação |
| ---- | ----- | ------------- |
| 2024 | Paris | 11°           |

### Liga das Nações
| Ano  | Sede     | Classificação |
| ---- | -------- | ------------- |
| 2024 | Bancoque | 14°           |
| 2025 | Łódź     | 9º            |